# راه اصیل هشتگانه

چرخ دارما که هشت پره دارد معمولاً به عنوان نمادی برای راه اصیل هشتگانه دیده می‌شود.

راه شریفه هشتگانه (به سانسکریت: āryāṣṭāṅgamārga) از اصول اصلی آموزه‌های بودا است. این راه به باور بوداییان راه رها شدن از رنج (دوکا) و رسیدن به بیداری روحی است.
راه شریفه هشتگانه که نسخهٔ تجویز انسان روشن‌ضمیر (بودا) برای درمان رنج‌هایی است که همه موجودات دچار آن هستند، خود به سه قسمت دسته‌بندی می‌شود:
اخلاق‌مندی (سیلا)، تمرکز ذهن (سَمادی) و خرد (پانیا). این سه مفهوم هستهٔ تمرین‌های معنوی بودا را می‌سازند.
هشت جزء این راه که در این سه قسمت قرار می‌گیرند عبارت‌اند از: دیدگاه درست، نیت درست، گفتار درست، کردار درست، معاش درست، کوشش درست، اندیشه درست، و تمرکز درست.
راه رهایی از رنج در این هشت چیز خلاصه می‌شود:
| بخش                 | عوامل هشتگانه  | به سانسکریت و پالی              | توضیح |
| ------------------- | -------------- | ------------------------------- | --- |
| بینش prajñā         | ۱. دیدگاه درست | samyag dṛṣṭi, sammā ditthi      | دیدن واقعیت همان‌گونه که هست نه آن‌گونه که به نظر می‌آید. آگاهی از آیین نیک (دین، مکتب یا مذهب درست و چهار حقیقت شریف). |
| بینش prajñā         | ۲. نیت درست    | samyag saṃkalpa, sammā sankappa | نیت دست‌یابی به توان دست کشیدن و چشم‌پوشی از چیزها. نیت رسیدن به آزادی و بی‌آزاری. |
| اخلاق‌مداری śīla     | ۳. گفتار درست  | samyag vāc, sammā vāca          | شیوه گفتاری که بی‌دروغ و بی‌زیان باشد. خودداری از دروغ گویی، بدگویی، درشت گویی (ناسزا، متلک و...)، یاوه گویی (حرف از روی نادانی و حرّافی بی‌مورد).                                                                               |
| اخلاق‌مداری śīla     | ۴. کردار درست  | samyag karman, sammā kammanta   | کردار به شیوه‌ای بی‌زیان. خودداری از آزار، کشتار و تبعیض موجودات، خودداری از گرفتن آنچه به تو تعلّق ندارد، رابطه جنسی نامناسب (رابطه با زور، رابطه با فرد متأهل، رابطه با کودکان نابالغ).                                       |
| اخلاق‌مداری śīla     | ۵. معاش درست   | samyag ājīvana, sammā ājīva     | معاشی بی‌زیان. خودداری از مشاغلی که باعث آزار است: اسلحه‌فروشی، حیوان‌فروشی، اِعمال و تلقین نظر به دیگران (به هر اسمی. حتّی به اسم گسترش آیین یا هدایت) به‌ویژه اگر با زور و ارعاب باشد، رباخواری، کلاه‌برداری، رمالی، جادو و غیره. |
| تمرکز روانی samādhi | ۶. کوشش درست   | samyag vyāyāma, sammā vāyāma    | کوشش برای بهبود. گام نخست: دور ماندن از خواسته‌های ناشایست همراه با شکوفا کردن تمایلات خوب. گام دوم: غلبه کامل بر عادات ناشایست همراه با ایجاد عادات نیک.                                                                     |
| تمرکز روانی samādhi | ۷. اندیشه درست | samyag smṛti, sammā sati        | رسیدن به آگاهی که از طریق آن بتوان اصل واقعیت چیزها را با ذهنی باز دید. آگاه بودن از واقعیت موجود در درون خود، بدون میل و نیاز یا بیرازی از آن. اندیشه آزاد از کام و شهوت، آزاد از بدخواهی و آزاد از ستمگری.                 |
| تمرکز روانی samādhi | ۸. تمرکز درست  | samyag samādhi, sammā samādhi   | مراقبه یا تمرکز صحیح که از آن به عنوان چهار درون‌پویی Dhyāna نخست یاد شده‌است. ذکرگویی چندان توصیه نشده ولی ممنوع نیست. |

## بینش
بخش آخر راه هشت‌گانه، یعنی جهان‌بینی درست و پندار درست، تشکیل‌دهندهٔ بینش (پرگیا) است. رسیدن به بینش یا به عبارتی حکمت اعلاء، در بوداگرایی به معنی یافتن دسترسی مستقیم به واقعیت نهفته در پشت چیزها و یافتن بینشی فراسوی هرگونه شناخت است. این گام پس از گام‌های درست‌کاری و یکدِلگی می‌آید و نتیجهٔ یک درون‌پویی ویژهٔ بودایی است. جهان‌بینی درست، همان درک کامل چهار حقیقت شریف و پندار درست، همان مهرورزی و عشق است که ذهن را از شهوت، بدخواهی و ددمنشی می‌پالاید. این‌ها راه را برای رسیدن به بینش فراشناخت هموار می‌سازند.

## اخلاق‌مندی
اخلاق‌مندی که در راه هشت‌گانه به گونهٔ گفتار درست، کردار درست و معاش درست آمده، دستورهایی اخلاقی مانند خودداری از کشتن و دروغگویی را در بر می‌گیرد. یک بخش از درست‌کاری در بوداگرایی، مربوط به دهش (دانا) می‌شود. این دهش تنها به مواردی مانند صدقه دادن و سخاوت‌مندی محدود نمی‌شود و معنی مشخص دینی دارد؛ یعنی تأمین نیازمندی‌های روزانه سانگها (جامعه راهبان بودایی). اعضاء سانگها نیز به نوبه خود به دهش می‌پردازند. دهش آنها، بالاترین دهش‌ها یعنی آموزش آیین بودا (دارما) است.

## تمرکز روانی
مفهوم دوم راه هشت‌گانه یعنی دل را یک‌دله کردن یا کار کردن بر روی تمرکز است که سه بخش کوشش درست، توجه درست و تمرکز درست را در بر می‌گیرد. در این مرحله تمرکز شدیدی دست می‌دهد که در آن اندیشنده، با موضوع اندیشه یکی می‌شود. این پدیده، شهود و رسیدن به فراشناخت نیست، بلکه یک پدیدهٔ روانی است. این‌کار از راه یوگا و درون‌پویی انجام می‌گیرد. بوداگرایی همانند دیگر کیش‌های هندی، ذهن را ابزار بنیادین رهایی می‌داند و بر ورزیدگی درست ذهن تأکید می‌کند. آماج کوشش درست، یکپارچگی ذهنی و جلوگیری از پراکندگی اندیشه است. توجه درست، باعث آگاهی از احساسات و آگاهی از کنش‌های بدن و ذهن می‌شود. این تمرینات سرانجام ما را به تمرکز درست می‌رساند که رسیدن به حالات گوناگون آگاهی‌های خلسه‌آمیز در حین درون‌پویی (مراقبه) است و با آزمودن خشنودی بزرگی همراه است. رسیدن به این حالات را درون‌نگری (دیانا) می‌نامند.